# Concinnum procyonis
Concinnum procyonis är en plattmaskart. Concinnum procyonis ingår i släktet Concinnum och familjen Dicrocoeliidae. Inga underarter finns listade i Catalogue of Life.